# 威廉·埃维尼纳
威廉·R·埃维尼纳（英語：William R. Evanina，1967年—）是美国国家反情报和安全中心（NCSC）主任，也是美国政府的国家反情报部门负责人。在转入NCSC之前，埃维尼纳曾担任国家反情报执行办公室（ONCIX）的主任。在加入ONCIX之前，他是中央情报局（CIA）反间谍小组的负责人。联邦调查局（FBI）的工作经历使他获得了最初的执法经验。

## 早年生活与教育
埃维尼纳出生于宾夕法尼亚州斯克兰顿的郊区佩克维尔，并在那里长大。他的父亲是一位专业音乐人，也是著名的波尔卡乐队“宾夕法尼亚风流”的创始人。埃维尼纳就读于谷景高中，他在那里踢足球和棒球，随后在基斯通学院（Keystone College）继续打棒球。然后，他转到附近的威尔克斯大学（Wilkes University），并于1989年以优异的成绩获得了公共管理学士学位。在联邦调查局任职期间，他于2008年在阿卡迪亚大学（Arcadia University）获得了教育领导学硕士学位。

## 职业生涯
大学毕业后，埃维尼纳到总务管理局工作，在那里他是新建筑部门的项目经理。1996年，他加入了联邦调查局成为特工，并在暴力犯罪部门，有组织犯罪部门以及银行抢劫和反恐怖主义部门工作过。他后来还曾在联邦调查局的国家安全处和反情报部门工作。他成为一名经过认证的特警队成员以及一名经过认证的狙击手。在此期间，他参与了对2001年9月11日联合航空93号航班劫机事件，2001年美国炭疽攻击事件和丹尼尔·珀尔（Daniel Pearl）绑架案的调查。
2004年6月，他被任命为新設立的联合恐怖主义特别工作组的监督特工。随后发生了一起海关泄密事件，他领导了对位于新泽西州蒙茅斯堡的FBI情报分析师活动的调查，该情报分析师向菲律宾各方泄漏机密信息。埃维尼纳的工作使莱安德罗·阿拉贡基洛（Leandro Aragoncillo）因从事间谍活动而被定罪，埃维尼纳因此荣获FBI杰出指挥奖。2006年1月，他被任命为联邦调查局在特伦顿市新泽西办事处的高级督导常驻代理（SSRA）。2009年3月，他被分配到华盛顿办公室，并在联邦调查局的国家安全部门工作，在那里他领导了反情报和反恐行动。
2013年9月，埃维尼纳被任命为联邦调查局和中央情报局反情报部门/反间谍小组的联合负责人，在那里他协调了来自多个情报机构的人员，以打击外国间谍活动。 2014年6月，2014年6月，他被詹姆斯·R·克拉珀（James R. Clapper）任命为国家反情报执行办公室的主任，接替了弗兰克·蒙托亚（Frank Montoya）。
在2017年5月解雇詹姆斯·科米（James Comey）之后，埃维尼纳曾被考虑担任联邦调查局的临时主管；然而安德鲁·麦凯布（Andrew G. McCabe）继续担任FBI代理局长，直到2017年8月任命克里斯托弗·A·雷（Christopher A. Wray）。2018年2月，特朗普总统正式提名埃维尼纳为美国国家反情报和安全中心主任。2020年5月6日，美国参议院以84票对7票投票批准了他的提名。

## 进一步阅读
- Tucker, Patrick. . The Atlantic. 18 September 2016. （原始内容存档于2016-09-19）.